# Christián Steinhübel
Christián Steinhübel (sinh 2 tháng 10 năm 1994) là một cầu thủ bóng đá Slovakia thi đấu ở vị trí tiền vệ cho Nitra.

## Sự nghiệp câu lạc bộ
Anh ra mắt cho Dunajská Streda ngày 19 tháng 10 năm 2013 trước Senica.